# Humbert Fink
Humbert Fink, amtlicher Name Luigi Umberto Fink (* 13. August 1933 in Vietri sul Mare bei Salerno, Italien; † 16. Mai 1992 in Maria Saal, Kärnten) war ein österreichischer Schriftsteller und Journalist.

## Leben
Humbert Fink verbrachte seine Kindheit in Süditalien, danach lebte er viele Jahre in Villach, Wien und Klagenfurt, von 1978 bis zu seinem Tod lebte er in Maria Saal.
Nach einem Gedichtband und zwei Romanen schrieb Fink zahlreiche Reise- und Sachbücher, vor allem Biographien von historischen Persönlichkeiten. Er gab 1957/58 Die österreichischen Blätter und ab 1959 mit Paul Kruntorad die Hefte für Literatur und Kritik heraus. Fink war Mitglied der Gruppe 47, zehn Jahre nach deren Auflösung entwickelte er mit Ernst Willner 1977 die Idee des Ingeborg-Bachmann-Wettbewerbs. Fink gestaltete als Autor und Vortragender auch Sendereihen im ORF, ab 1967 wöchentlich zwei bis drei Sendungen, (wie z. B. die Kulturpolitischen Perspektiven oder Reisen unter dem Doppeladler). Er war regelmäßiger Mitarbeiter des Bayerischen Rundfunks und anderer deutscher und schweizerischer Rundfunkstationen, Autor, Vortragender und Zeitungskommentator.

## Anerkennungen
- 1963: Österreichischer Staatspreis für Literatur/Erzählungen
- 1965: Theodor-Körner-Preis
- 1978: Republikanischer Maria-Theresien-Orden für unösterreichische Aktivitäten im Dienst an Österreich, verliehen von Hans Weigel
- 1981: Robert-Musil-Verdienstmedaille der Stadt Klagenfurt
- 2014: Humbert-Fink-Literaturpreis der Stadt Klagenfurt

## Werke (Auswahl)
- Verse aus Aquafredda, Gedichte, Verlag Ferd. Kleinmayr, Klagenfurt 1953
- Die engen Mauern, Roman, Henry Goverts Verlag, Stuttgart 1958
- Die Absage, Roman, Henry Goverts Verlag, Stuttgart 1960
- Stadtgeschichten – Auf den Spuren europäischer Geschichte, Rainer Wunderlich Verlag Hermann Leins, Tübingen und Stuttgart 1971
- Zornige Träume – Report über die Mittelmeerländer, Verlag Kremayr & Scheriau, Wien 1974
- Am Anfang war die Ägäis – Von Inseln und Küsten, Verlag Fritz Molden, Wien-München-Zürich 1976
- Anatolische Elegie – Vom Bosporus bis Antiochia, Verlag Fritz Molden, Wien-München-Zürich-Innsbruck 1977
- Adriatische Ufer – Montenegro, Dalmatien, Kroatisches Küstenland, Istrien, Venetien, Emilia-Romagna, Die Marken, Apulien, Verlag Fritz Molden, Wien-München-Zürich-Innsbruck 1978
- Süditalien – Tränen unter der Sonne, Süddeutscher Verlag, München 1979
- Venetien zwischen Gardasee und Istrien – Der Doge kam nur bis Asiago, Süddeutscher Verlag, München 1980
- Iberische Sonne – Das mediterrane Spanien von Katalonien bis Andalusien, Verlag Fritz Molden, Wien-München-Zürich-Innsbruck 1980, 322 S., ISBN 3217009673
- Auf Pilgerstraßen durch Europa – Ein Engel fliegt über den Kontinent, Paul List Verlag, München 1980, ISBN 3471775226
- Das Heilige Land – Von Galiläa bis zum Sinai, Verlag Fritz Molden, Wien-München-Zürich-New York 1981, ISBN 3217010353
- Franz von Assisi – Der Mann/Das Werk/Die Zeit, Biographie, Paul List Verlag, München 1981, ISBN 3471775234
- Eine Reise durch Toskana, Umbrien und die Marken, Süddeutscher Verlag, München 1982
- Auf den Spuren großer Archäologen, Paul List Verlag, München 1982
- Martin Luther – Der widersprüchliche Reformator, Biographie, Verlag Molden – S. Seewald, München 1982, ISBN 3889190049
- Denk ich an Österreich – Zwerge, Zwitter, Zweitgenossen, Verlag Molden – S. Seewald, München 1983
- Die Botschafter Gottes – Eine Kulturgeschichte der Heiligen, Paul List Verlag, München 1983, ISBN 3471775331
- Der Weg nach Jerusalem – Die unglaubliche Geschichte des Ersten Kreuzzugs, Paul List Verlag, München 1984
- Land der Deutschen – Reportagen aus einem sonderbaren Land, Pinguin-Verlag, Innsbruck/Umschau-Verlag, Frankfurt a. M. 1985
- Begegnung mit Rom, Pinguin-Verlag, Innsbruck/Umschau-Verlag, Frankfurt a. M. 1986
- Ich bin der Herr der Welt – Friedrich II., der Staufer, Biographie, Paul List Verlag, München 1986
- Begegnung mit Kärnten, Pinguin-Verlag, Innsbruck/Umschau-Verlag, Frankfurt a. M. 1987
- Begegnung mit Florenz, Pinguin-Verlag, Innsbruck/Umschau-Verlag, Frankfurt a. M. 1988
- Machiavelli, Biographie, Paul List Verlag, München 1988, 279 S., ISBN 3471775374
- Metternich – Staatsmann, Spieler, Kavalier, Biographie, Paul List Verlag, München 1989, 287 S., ISBN 3471775447
- Begegnung mit Venedig, Pinguin-Verlag, Innsbruck/Umschau-Verlag, Frankfurt a. M. 1989
- Joseph II. – Kaiser, König und Reformer, Biographie, ECON Verlag, Düsseldorf, Wien u. New York 1990, ISBN 3430127491
- Franz Grillparzer, Biographie, Pinguin-Verlag, Innsbruck/Umschau-Verlag, Frankfurt a. M. 1990, ISBN 3701623368
- Zu Mantua in Banden – Das Leben und Sterben des Volkshelden Andreas Hofer, Biographie, ECON Verlag, Düsseldorf, Wien, New York u. Moskau 1992, ISBN 3-430-12779-3
- Auf den Spuren des Doppeladlers – Ein altösterreichischer Bilderbogen, ECON Verlag, Düsseldorf, Wien, New York u. Moskau 1992

Essays für Bildbände und/oder Mitherausgeber, viele Veröffentlichungen erschienen auch als Taschenbuch-Ausgaben, Neuauflagen, Übersetzungen in mehrere Sprachen, Buchklub- bzw. Buchgemeinschaft-Ausgaben, Sonderausgaben: (Auswahl)
- Fink, Humbert: Der Weg nach Jerusalem. Frankfurt/M.; Berlin [West]: Ullstein 1987, ISBN 3548343988
- Auf den Spuren des Doppeladlers Ein altösterreichischer Bilderbogen. Düsseldorf; Wien; New York; Moskau: ECON-Verl. 1996,
- Fink, Humbert; Pflanzer, Hella; Schiestl, Reiner Impressionen aus Österreich Innsbruck: Pinguin-Verlag 1984, überwiegend Ill. (z. T. farb.), Essay vom Humbert Fink. Fotos von Hella Pflanzer. Zeichn. von Reiner Schiestl.
- Metternich Staatsmann, Spieler, Kavalier. Eine Biographie, Knaur Taschenbuch 2420; 1993 ISBN 3-426-02420-9.